# Nacional G
Nacional G war eine spanische Automarke.

## Unternehmensgeschichte
Das Unternehmen Tecnico Industrial aus Saragossa begann 1939 unter Leitung von Natalio Horcajo und Martin Gomez mit der Produktion von Automobilen. 1940 endete die Produktion.

## Fahrzeuge
Das einzige Modell verfügte über einen Zweizylinder-Zweitaktmotor und 700 cm³ Hubraum. Bei einem Prototyp war der Motor luftgekühlt, bei den anderen Fahrzeugen wassergekühlt. Das Getriebe verfügte über drei Gänge. Die Fahrzeuge hatten einen Zentralrohrrahmen und Einzelradaufhängung. Es gab eine zweitürige Limousine und ein Cabriolet.

## Produktionszahl
Geplant war die Produktion von 5000 Fahrzeugen jährlich. Tatsächlich entstanden aber nur vier Exemplare.